# Sphingonaepiopsis pumilio
Sphingonaepiopsis pumilio är en fjärilsart som beskrevs av Jean Baptiste Boisduval 1875. Sphingonaepiopsis pumilio ingår i släktet Sphingonaepiopsis och familjen svärmare. Inga underarter finns listade i Catalogue of Life.